# Claude de Vin des Œillets
Claude de Vin des Œillets, dite Mademoiselle des Œillets, née en Provence vers 1637 et morte à Paris le 18 (ou le 12) mai 1687, dame de compagnie de Madame de Montespan, est l'une des favorites (maîtresses) du roi Louis XIV ; son nom est cité dans l'affaire des poisons et elle est disgraciée (chassée) de la cour.

## Biographie
Claude de Vin est la fille d'un couple de comédiens de théâtre, Nicolas de Vin et Alix Faviot, plus connus sous leur nom de scène, les Des Œillets.
Dans son plus jeune âge, Claude de Vin connut donc la vie nomade qui était celle de ses parents, comédiens de campagne.
Assez tôt toutefois, mais sans que la date précise en soit formellement connue, Nicolas de Vin devait décéder. Alix Faviot dite Des Œillets (1620-1670) se rendit à Paris où elle se fixa et connut une carrière rapide et remarquée, à l'Hôtel de Bourgogne en particulier.
Alix Faviot fut en effet considérée comme l'une des meilleures actrices tragiques des années 1660. Elle tint ainsi les premiers rôles féminins de plusieurs tragédies de Pierre Corneille (Sertorius, Sophonisbe où elle tint le rôle-titre, Othon), de Jean Racine (le rôle d'Axiane dans Alexandre le Grand en 1665 ; le rôle d'Hermione dans Andromaque en 1667, le rôle-titre étant tenu par Mademoiselle Du Parc ; le rôle d'Agrippine dans Britannicus en 1669), ou de Thomas Corneille (le rôle d'Arsinoë dans l'Antiocus.) Jean Donneau de Visé dans ses Nouvelles nouvelles écrivit d'elle qu'elle était « une des premières actrices du monde ».
En 1670, Alix Faviot tomba gravement malade. Frappée d'un abcès au poumon, elle quitta la scène où elle fut remplacée par Mademoiselle de Champmeslé, intime de Jean Racine. Soignée par deux médecins, MM. Baralis et Brayer, Alix Faviot ne put être sauvée et s'éteignit à l'automne 1670.
Claude de Vin quant à elle occupa une charge domestique dont elle tira des revenus importants. Ainsi, dès 1664, elle fut en mesure de prêter la somme de 1 600 livres à la duchesse de Brissac.
Vers 1668, sous la protection du duc de Mortemart, de la famille de Rochechouart de Mortemart, branche cadette de la maison de Rochechouart, Claude de Vin entre au service la marquise de Montespan, née Françoise (Athénaïs) de Rochechouart de Mortemart,
Sensiblement du même âge que Claude de Vin, Madame de Montespan, à l'initiative de sa mère, se rapprocha de la reine de France, Marie-Thérèse d'Autriche, épouse du roi de France, Louis XIV. La marquise de Montespan finit par devenir dame d'honneur de la reine, notamment grâce au soutien actif de son frère, Louis-Victor de Rochechouart de Mortemart, comte de Vivonne, fils du duc de Mortemart. En effet, le comte de Vivonne avait été l'un des enfants d'honneur du dauphin, futur Louis XIV.
Vers la fin de 1666, écartant Louise de La Vallière tombée en disgrâce, c'est de Louis XIV que Madame de Montespan devint très proche, son statut de favorite royale apparaissant au grand jour en janvier 1667.

Parvenue quelques mois plus tard au service de la marquise, Claude de Vin finit également par devenir une proche du monarque. Primi Visconti, gentilhomme et littérateur piémontais, chroniqueur de la cour de Versailles, et qui vit Claude de Vin dite la Des Œillets en 1675, écrivit :

« Cette demoiselle laissait entendre que le Roi avait eu commerce avec elle par diverses fois. Elle paraissait même se vanter d'en avoir eu des enfants. Elle n'est pas belle, mais le Roi se trouvait souvent seul avec elle quand sa maîtresse était occupée ou malade. La Desœillets me dit que le roi avait ses ennuis et qu'il se tenait parfois des heures entières près du feu, fortement pensif et poussant des soupirs. »

Fidèle dame de compagnie de Madame de Montespan, Mademoiselle des Œillets fut accusée après l'affaire des poisons d'avoir participé à des messes noires à la place de sa maîtresse et d'avoir cherché, sous les ordres de celle-ci, des potions aphrodisiaques destinées à rendre et préserver l'amour du roi pour sa favorite. Protégée par le roi et par Colbert, elle ne fut pas autrement inquiétée, mais ces accusations contribuèrent à éloigner le roi de la marquise de Montespan.
Elle finit ses jours dans son hôtel particulier de la rue Montmartre, à Paris, où elle mena une vie retirée à partir de 1678, dans un certain luxe, avec serviteurs et carrosses. Elle était également propriétaire du château de Suisnes, près de Brie-Comte-Robert, qui lui servait de maison de campagne.
Elle eut une fille de Louis XIV vers 1676 : Louise de Maisonblanche, qui fut élevée avec le plus grand soin à la Maison royale de Saint-Louis à Saint-Cyr-l'École et par sa mère. Elle se maria avec Bertrand Prez de La Queue et mourut en 1718. Louis XIV n'a pas reconnu cette enfant.